# Hyphear kaoi
Hyphear kaoi är en tvåhjärtbladig växtart som beskrevs av J. M. Chao. Hyphear kaoi ingår i släktet Hyphear och familjen Loranthaceae. Inga underarter finns listade i Catalogue of Life.